# Birgitta Johansson-Hedberg
Birgitta Johansson-Hedberg, folkbokförd Kerstin Birgitta Johansson Hedberg, ogift Johansson, född 2 mars 1947 i Harshult i Sjösås socken i Småland, är en svensk direktör.
Birgitta Johansson-Hedberg tog psykologexamen vid Lunds universitet 1972. Under en period i mitten av 1970-talet arbetade hon som skolpsykolog på Åsedaskolan i Uppvidinge kommun, Småland. Hon var VD och koncernchef för bokförlaget Liber från 1986 till 1999, därefter för Föreningssparbanken 2000–2004 och Lantmännen 2004–2006. Hon var ordförande i Umeå universitets styrelse från 2004 till 2013.
Johansson-Hedberg var gift med professorn i företagsekonomi Bo Hedberg från 1978 till hans bortgång 2012.